# جایزه صلح در زمین
جایزه صلح در زمین (انگلیسی: Pacem in Terris Award) که به لاتین «پاچم ا ین تریس» (Pacem in Terris) نامیده می‌شود یک جایزه صلح کاتولیک است که از سال ۱۹۴۶ سالیانه اهدا می‌شود، و در سال ۱۹۶۳ به نام «پاچم این تریس» توسط ژان بیست‌وسوم رهبر کاتولیک‌های جهان به ثبت رسید. این جایزه «به افرادی اهدا می‌شود که نه تنها در کشور خود بلکه به خاطر کسب موفقیت در زمینه صلح و عدالت درجهان، مورد احترام هستند.»
این جایزه در سال ۱۹۶۳ توسط شورای نژادی کاتولیک دونپورت در شهر دونپورت، آیووا آغاز شد. از سال ۱۹۷۶، این جایزه همه ساله توسط یک ائتلاف سه تایی در چهار شهر صلح تصویب می‌شود. در سال ۲۰۱۰، حامیان این جایزه، اسقف اعظم کاتولیک دونپورت، دانشگاه سنت آمبروز، کالج آگوستین، کلیساهای متحد چهار شهر، پاکس کریستی، پیک کاتولیک، کنگره خشوع مریم، خواهران سنت بندیکت، جامعه مسلمانان شهرهای چهارگانه و خواهران سنت فرانسیس بودند.
شش گیرنده جایزه صلح در زمین نیز جایزه صلح نوبل دریافت کرده‌اند.

## برندگان جایزه
فهرست دریافت کنندگان جایزه:
- ۱۹۶۴ جان هوارد گریفین وجان اف. کندی (بعد از مرگ)
- ۱۹۶۵ کشیش مارتین لوتر کینگ جونیور
- ۱۹۶۶ سارجنت شرایور
- ۱۹۶۷ ای. فیلیپ راندولف
- ۱۹۶۸ پدر جیمز گروپی
- ۱۹۶۹ سال آلینسکی
- ۱۹۷۲ دوروتی دی، خادم خدا
- ۱۹۷۴ سناتورهارولد هیوز
- ۱۹۷۵ الدر کامارا، خادم خدا
- ۱۹۷۶ مادر ترزا از کلکته
- ۱۹۷۹ اسقف توماس گامبلتون
- ۱۹۸۰ کریستال لی ساتون
- ۱۹۸۰ اسقف ارنست لئو آنترکوفلر
- ۱۹۸۲ جرج اف. کنان
- ۱۹۸۳ هلن کالدیکات
- ۱۹۸۵ کاردینال کاتولیک جوزف برناردین
- ۱۹۸۶ اسقف ماوریس جان دیگمن
- ۱۹۸۷ اسقف‌اعظم دزموند توتو
- ۱۹۸۹ الین اگان
- ۱۹۹۰ مایرید ماگوایر
- ۱۹۹۱ ماریا جولیا هرناندز
- ۱۹۹۲ سزار چاوز
- ۱۹۹۳ پدر دانیل بریگان
- ۱۹۹۵ جیم والیس
- ۱۹۹۶ اسقف ساموئل رویز گارسیا
- ۱۹۹۷ جیم داگلاس و شیلی داگلاس
- ۱۹۹۸ خواهرهلن پریجین، جماعت خواهران سنت جوزف
- ۱۹۹۹ آدولفو اسکیبل
- ۲۰۰۰ مونسینورجرج جی هیگینز
- ۲۰۰۱ لخ والسا
- ۲۰۰۲ خواهران اوئن هنسی ودوروتی هنسی، فرانسیسکان
- ۲۰۰۴ کشیش آرتور سیمون
- ۲۰۰۵ دونالد موسلی
- ۲۰۰۷ اسقف سلیم غزال[۱]
- ۲۰۰۸ مونسینور ماروین موتت
- ۲۰۰۹ هیلد گراد گراس مایر
- ۲۰۱۰ پدر جان دیر[۱]
- ۲۰۱۱ اسقف آلوارو لیونل رمازینی ایمری
- ۲۰۱۲ کیم بوبو
- ۲۰۱۳ جین وانیر
- ۲۰۱۴ خواهرسیمون کمپل، خواهران خدمات اجتماعی
- ۲۰۱۵ تیک نات هان[۵]
- ۲۰۱۶ گوستاو گوتیرز
- ۲۰۱۷ وداد عقراوی
- ۲۰۱۸ چهاردهمین دالایی لاما
- ۲۰۱۹ منیب یونان
- ۲۰۲۲ نورما پیمنتل